# Andrea del Rosario
Pour les articles homonymes, voir Del Rosario.
Andrea del Rosario, née le 27 novembre 1977 à Mandaluyong (Metro Manila), est un mannequin et une actrice de série télévisée et de cinéma philippine.

## Biographie
En 2006, elle se fait remarquer dans un film de Connie Macatuno, Rome & Juliet, une version saphique de Roméo et Juliette en duo avec Mylene Dizon.
En 2016 elle est candidate aux élections municipales de Calatagan.

## Filmographie
- 1996 : Gimik (TV) : Samantha
- 1996 : Ang TV Movie: The Adarna Adventure : Invitée
- 1997 : Esperanza (TV) : Ditas
- 1997 : Diliryo
- 1998 : Nagbibinata : Jackie
- 1998 : Bata bata paano ka ginawa? : Jinky
- 1998 : Hiling : April
- 1999 : Mula sa puso : Wendy
- 1999 : Kiss mo 'ko : Maan
- 2000 : Minsan, minahal kita : Lynette
- 2000 : Bukas na lang kita mamahalin
- 2001 : Narinig mo na ba ang l8est? : Karen
- 2002 : Jologs : l'étudiante assistante
- 2002 : Bestman: 4 Better, Not 4 Worse : Rosa
- 2002 : Tabing ilog (TV) : Isabel
- 2003 : Lupe: A Seaman's Wife : Lupe
- 2003 : Keka : la fille du salut
- 2003 : Bugbog sarado : Shy
- 2003 : Filipinas : Jacqueline
- 2005 : Gulong ng palad (TV) : Mimi
- 2005 : Bubble Gang (TV)
- 2005 : Kutob
- 2006 : Pacquiao: The Movie : la femme de Manny n°1
- 2006 : Komiks (TV) : Berberoka
- 2006 : Bahay mo ba 'to (TV)
- 2006 : Makita ka lang muli (TV)
- 2006 : Rome & Juliet : Juliet Flores
- 2007 : Margarita (TV)
- 2007 : Chopsuey : Annette Wong
- 2007 : One Percent Full : Girly
- 2008 : Dyesebel (TV) : Vivian
- 2009 : May bukas pa (TV) : Janet
- 2009 : Tutok : Aurora
- 2009 : Medalya
- 2009 : Fidel : Vega
- 2009 : Tinik sa dibdib (TV) : Divine
- 2010 : Working Girls : Rachel
- 2011 : The Sisters (série télévisée)
- 2012 : Regal Shocker (série télévisée) : Lorna
- 2012 : Wansapanataym (série télévisée) : Isabel / Candy
- 2013 : Kidlat (série télévisée) : Priscilla
- 2013 : Misibis Bay (série télévisée)
- 2014 : Kambal sirena (série télévisée) : Desiree Antonio
- 2014 : Niño (série télévisée) : Olivia
- 2014 : Magtiwala ka: A Yolanda Story
- 2012-2014 : Magpakailanman (série télévisée) : Ofelia / Judith
- 2014-2015 : Ipaglaban mo (série télévisée) : Gemma / Melanie
- 2015 : Mac & Chiz (série télévisée) : Roni
- 2015 : Felix Manalo : la femme de Dominador
- 2016 : Princess in the Palace (série télévisée) : Diana Marquez
- 2016 : Sinungaling mong puso (série télévisée) : Lourdes
- 1998-2017 : Maalaala mo kaya (série télévisée) : Liezl / Bita / Mercedes / la mère de Trevor
- 2017 : Fangirl Fanboy